# Munnar (ort i Indien)
Munnar (hindi: मुन्नार, gujarati: મુનાર, urdu: مونار, tamil: மூணார், teluga: మున్నార్, sanskrit: मुन्नार्, malayalam: മൂന്നാർ) är en ort i Indien.   Den ligger i distriktet Idukki och delstaten Kerala, i den södra delen av landet, 2 100 km söder om huvudstaden New Delhi. Munnar ligger 1 470 meter över havet och antalet invånare är 68 000.
Terrängen runt Munnar är kuperad österut, men västerut är den bergig. Runt Munnar är det ganska tätbefolkat, med 104 invånare per kvadratkilometer. Munnar är det största samhället i trakten. I omgivningarna runt Munnar växer i huvudsak städsegrön lövskog.